# Locomotiva FS 810 (II)
La locomotiva 810 (II) è stata un esperimento del 1915 delle FS, realizzato modificando un’automotrice del Gruppo 60.
Questa macchina assumeva la denominazione di Gr.810, già utilizzato in precedenza per una serie (Gr. 810 I) di macchine radiate e demolite entro il 1913.

## Storia
Questa particolare macchina nacque nel 1915 in seguito alla trasformazione di un’automotrice del Gr. 60. La caldaia era una di ricambio del Gruppo 885. La trasformazione fu eseguita dalle officina di Porta al Prato a Firenze.
Il carro della macchina venne mantenuto senza variazioni, mentre la cabina di guida venne arretrata tra l’asse portante e il secondo asse motore. La parte restante della cassa venne adibita a bagagliaio.
La 81001 venne radiata nel 1919, soli quattro anni dopo la sua trasformazione. 